# Dama pikowa (nowela)

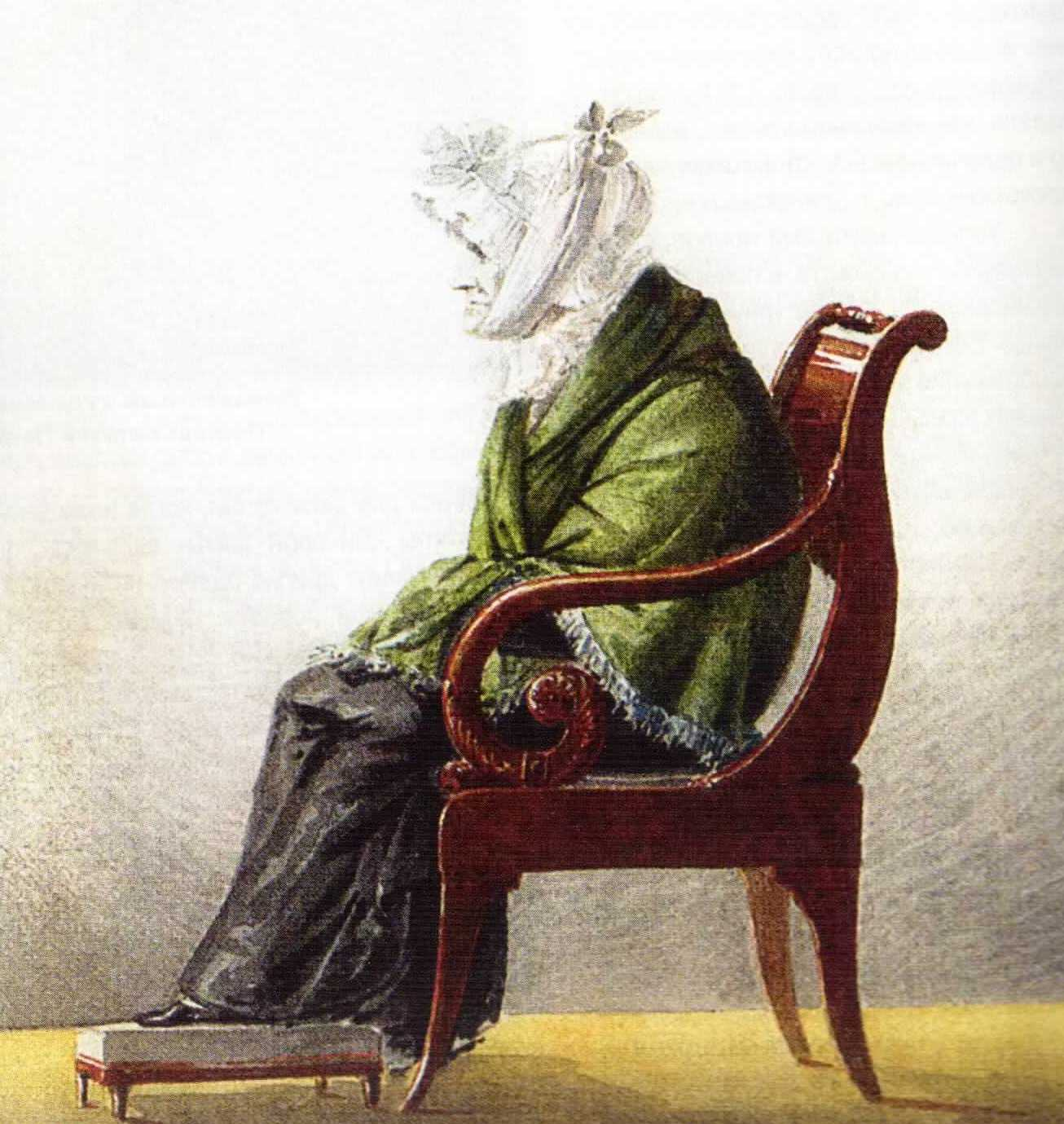
Starczy portret księżnej Natalii Golicyny (1741–1838), uznanej po publikacji noweli za pierwowzór hrabiny Anny Fiedotowny (lata 30. XIX wieku, autor nieznany)

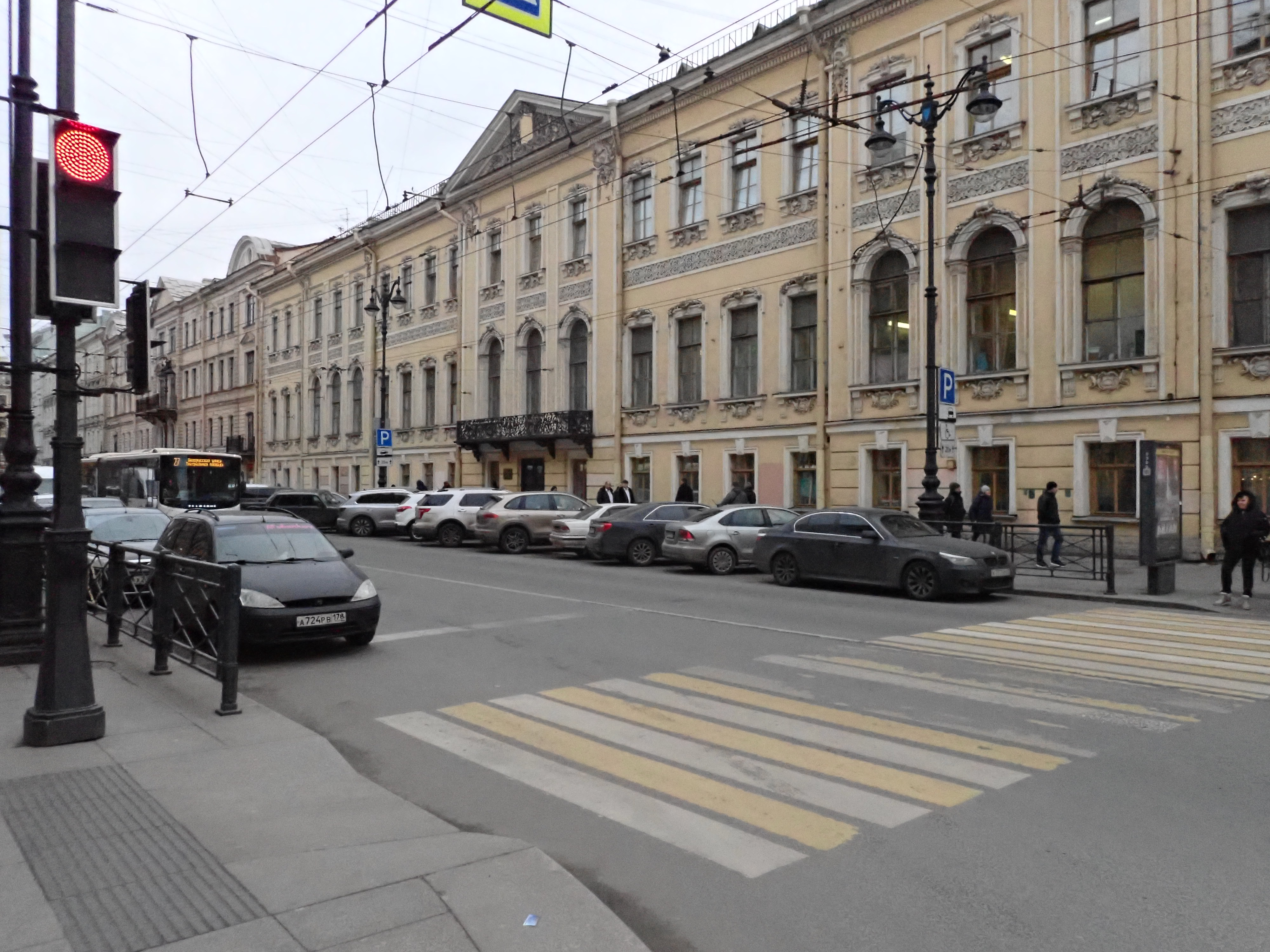
Dawna rezydencja księżnej Natalii Golicyny w Petersburgu, tradycyjnie nazywana „Dom damy pikowej” (2016)

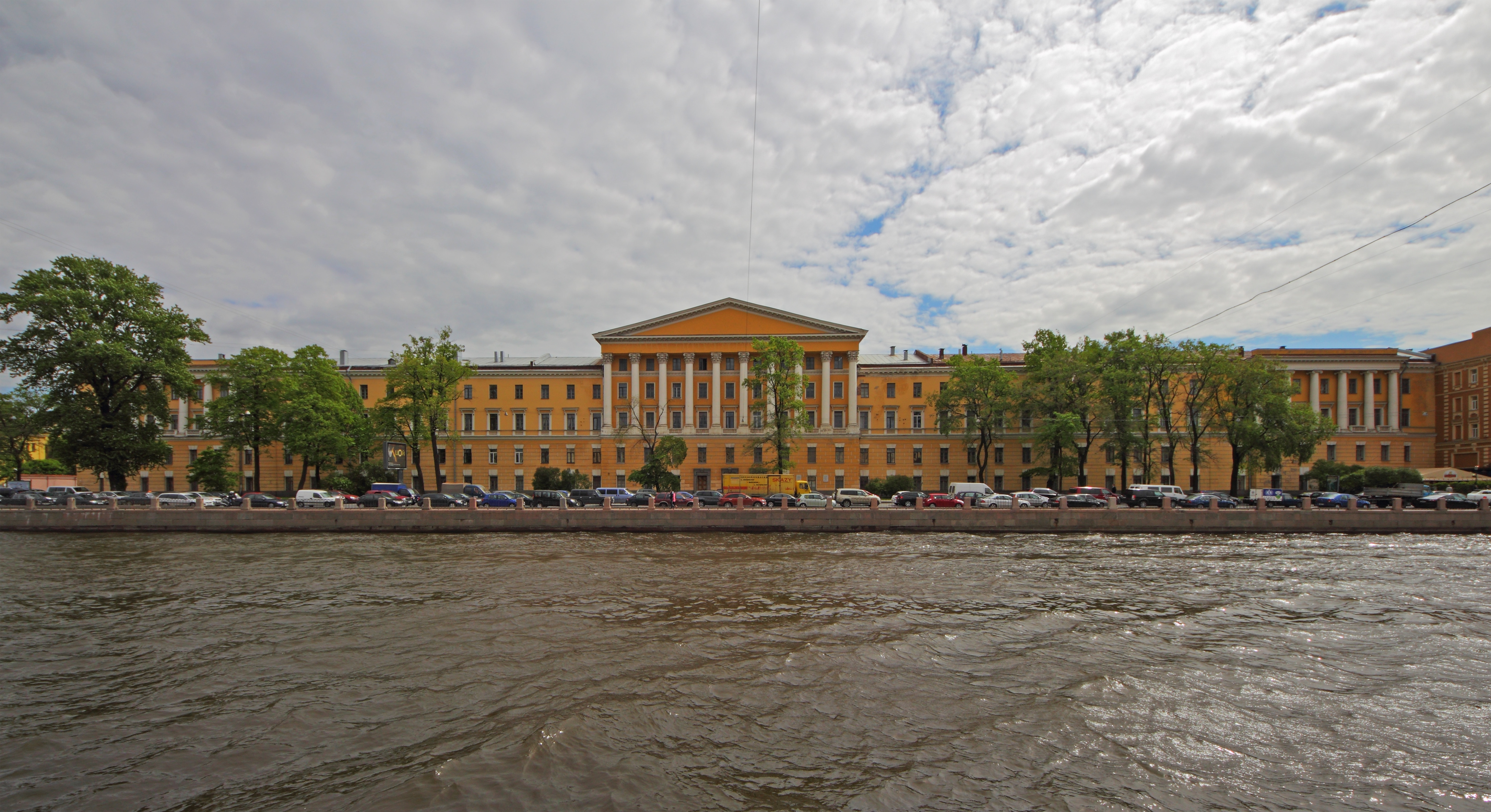
Szpital Obuchowski w Petersburgu, do którego trafił Herman, gdy postradał zmysły (2012)

Dama pikowa (ros. Пиковая дама, Pikowaja dama) – nowela rosyjskiego pisarza Aleksandra Puszkina napisana w 1833 i opublikowana w 1834 w petersburskim czasopiśmie „Bibliotieka dla cztienija”. Głównym motywem jest fantastyczna opowieść o trzech tajemniczych kartach, które pozwalają zdobyć majątek w grze w faraona. W opowiadaniu rzeczywistość przeplata się ze światem niezwykłości i grozy. Dama pikowa uważana była zawsze za najwybitniejsze osiągnięcie nowelistyczne Puszkina, a zachwyty o mistrzostwie autora wypowiadali m.in. Prosper Mérimée, Fiodor Dostojewski i Lew Tołstoj.
Po publikacji opowiadania za pierwowzór występującej w nim starej hrabiny Anny Fiedotowny uznano rosyjską arystokratkę Natalię Golicynę (1741–1838).

## Fabuła
Główny bohater, Herman, z pochodzenia Niemiec, oficer rosyjskich wojsk inżynieryjnych, dowiaduje się, że babka jednego z jego kolegów, hrabina Anna Fiedotowna, niegdyś znana piękność nazywana w Paryżu „Wenus moskiewską” (fr. la Vénus moscovite), poznała w młodości sekret trzech kart wygrywających w faraona, przekazany jej przez legendarnego hrabiego de Saint-Germain. Herman nawiązuje romans z ubogą wychowanicą hrabiny, Lizawietą Iwanowną, i pewnej nocy zakrada się do domu staruszki, by zdobyć sekret. Anna Fiedotowna nie chce go ujawnić, a Herman grozi jej pistoletem, po czym staruszka nagle umiera na jego oczach.
Kilka dni później Herman ma wizję, w której zjawa hrabiny mówi, że wygrywające karty to trójka, siódemka i as. Staruszka oznajmia, że Herman wygra na nie pod warunkiem, że nie będzie stawiał w ciągu doby więcej niż na jedną kartę, a później nie będzie grał przez całe życie. Obiecuje, że wybaczy Hermanowi swoją śmierć pod warunkiem, że ożeni się z Lizawietą.
Pierwszego wieczoru Herman, grający przeciwko bankierowi, stawia 47 000 rubli na trójkę i wygrywa. Następnego wieczoru stawia 47 000 rubli oraz poprzednią wygraną na siódemkę, po czym znowu wygrywa. Trzeciego wieczoru stawia wszystkie pieniądze na kolejną kartę i przykrywa ją plikiem banknotów; sądzi, że to as. Bankier kładzie po swojej prawej stronie damę, a po lewej stronie asa. Herman jest przekonany, że wygrał, jednak po odsunięciu banknotów widzi z przerażeniem, że obstawiona przez niego karta to nie as, tylko  dama pikowa, która mruży do niego oko i uśmiecha się; wydaje się uderzająco podobna do starej hrabiny. Taki układ kart oznacza zwycięstwo bankiera. Herman nie rozumie, jak mógł pomylić asa z damą. Przegrywa majątek, popada w obłąkanie i trafia do Szpitala Obuchowskiego w Petersburgu, gdzie nie odpowiada na pytania i nieustannie mamrocze: „Trójka, siódemka, as! Trójka, siódemka, dama!...” Lizawieta Iwanowna poślubia miłego młodego mężczyznę.

## Adaptacje i ekranizacje
Nowela Puszkina doczekała się licznych ekranizacji i adaptacji, w tym operowych, stając się podstawą opery La Dame de Pique Jacques’a Fromentala Halévy’ego (1850), operetki Pique Dame Franza von Suppégo (1864) oraz opery Dama pikowa Piotra Czajkowskiego (1890). Powstał również balet Rolanda Petita La Dame de Pique, przygotowany na początku lat 70. XX wieku dla tancerza Michaiła Barysznikowa i po 2001 w nowej wersji dla Teatru Bolszoj. 
Do 2023 nakręcono 21 filmów opartych na Damie pikowej. Na podstawie utworu powstały rosyjskie filmy nieme Dama pikowa (1910) i Dama pikowa (1916) oraz niemiecki film niemy Pique-Dame. Das Geheimnis der alten Gräfin (1927), a także późniejsze filmy dźwiękowe, np. brytyjski The Queen of Spades (1949), francuski La Dame de pique (1965) i radzieckie, zatytułowane Пиковая дама (m.in. 1960 i 1982). Nie doczekał się realizacji radziecki film pod tym samym tytułem planowany w związku z setną rocznicą śmierci Puszkina w 1937, lecz w 1936 skomponował do niego muzykę Sergiusz Prokofiew (opus 70, 24 części, w tym 20 zorkiestrowanych przez kompozytora).  
W Polsce na podstawie noweli powstał spektakl telewizyjny Dama pikowa w reżyserii Ireneusza Kanickiego (1964) oraz krótkometrażowy telewizyjny film fabularny Dama pikowa w reżyserii Janusza Morgensterna (1972).

## Tłumaczenia na język polski
Pierwszy polski przekład Damy pikowej, autorstwa Józefa Emanuela Przecławskiego, ukazał się w 1834 w „Tygodniku Petersburskim”. W 1926 opublikowano tłumaczenie Antoniego Langego. Po II wojnie światowej wersją kanoniczną pod względem edytorskim i czytelniczym stał się przekład Seweryna Pollaka, wydany m.in. w 1973 w serii Biblioteka Narodowa publikowanej przez Zakład Narodowy im. Ossolińskich.